# Hapalotremus cyclothorax
Hapalotremus cyclothorax är en spindelart som först beskrevs av Cândido Firmino de Mello-Leitão 1923.  
Hapalotremus cyclothorax ingår i släktet Hapalotremus och familjen fågelspindlar. Inga underarter finns listade i Catalogue of Life.